# لورينس تديما

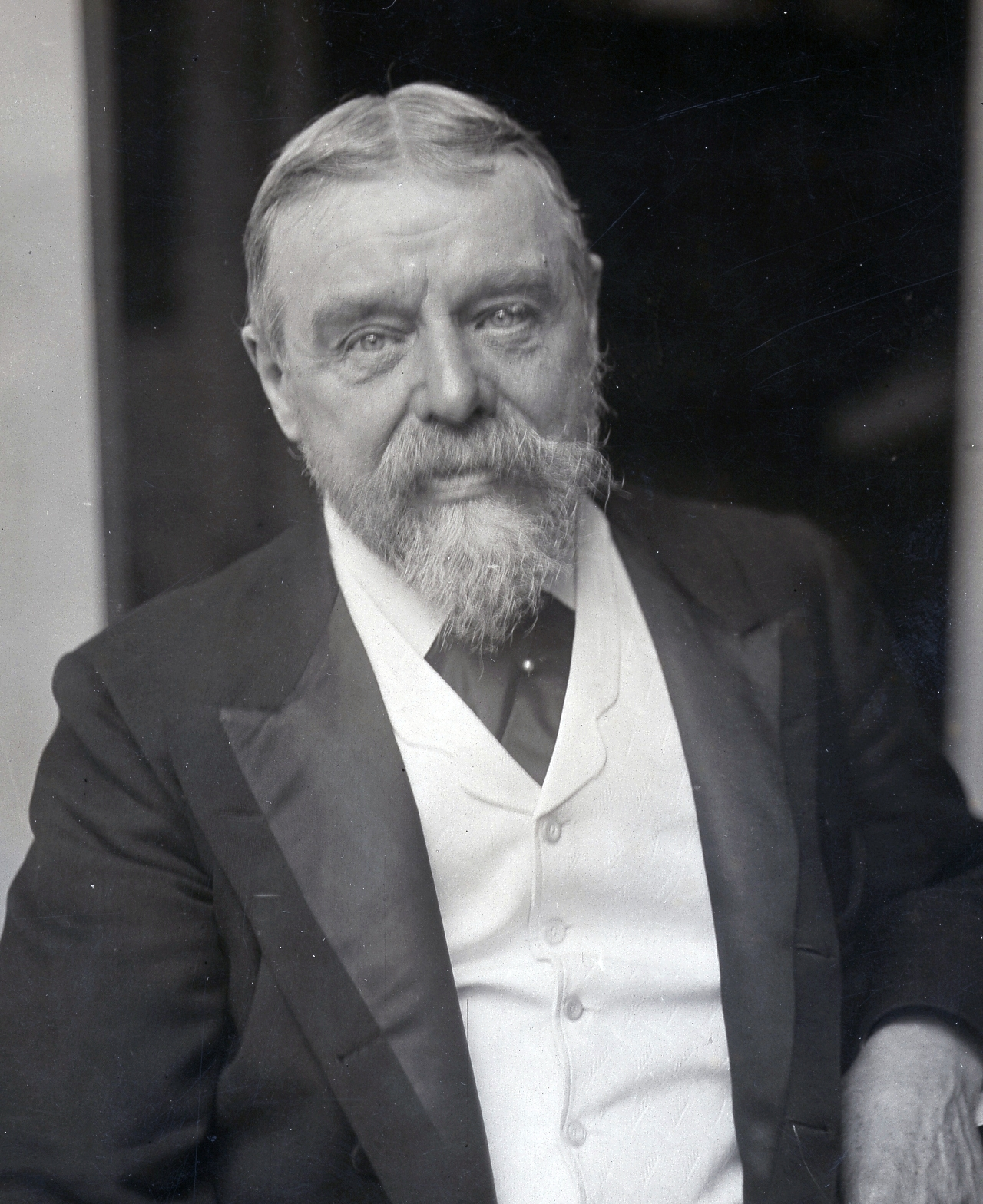
لورينس ألما تديما

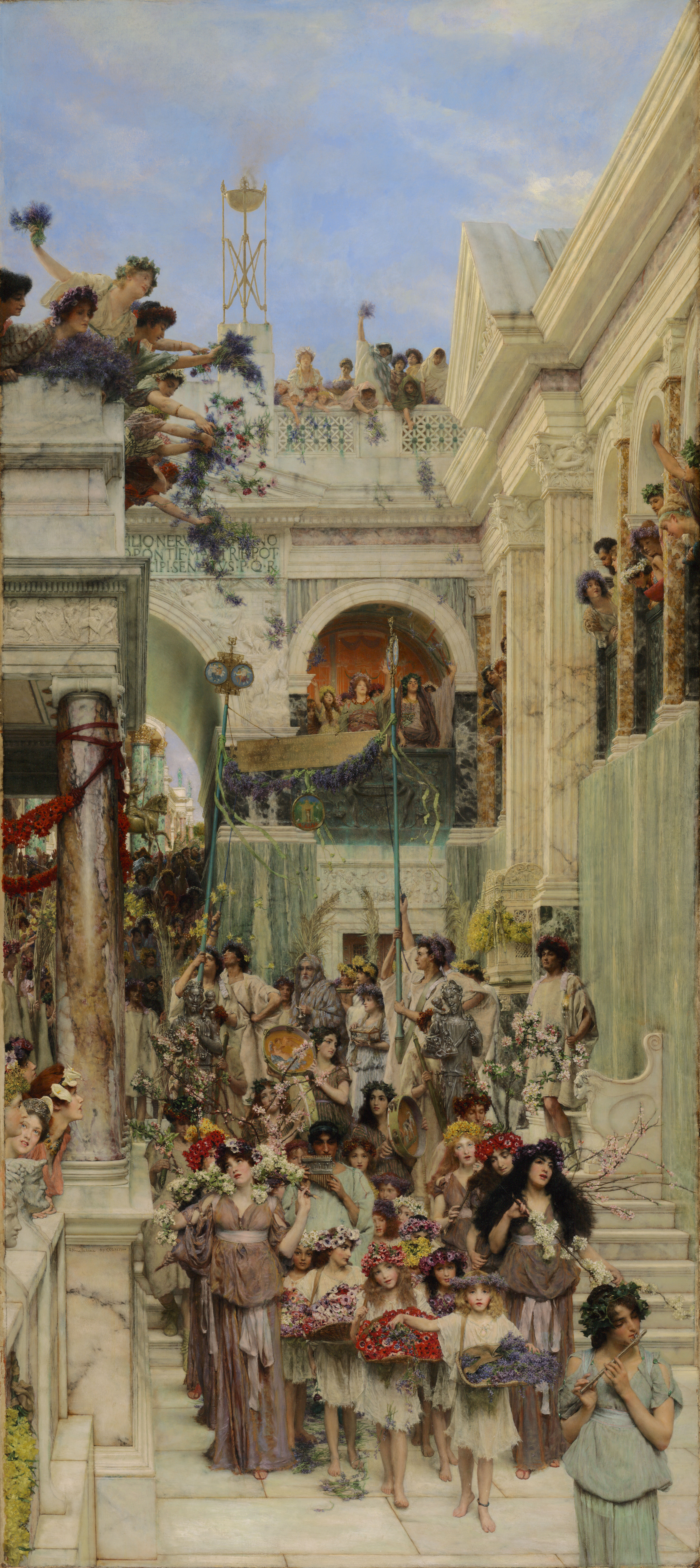
الربيع، (1894), مرسومة بألوان الزين على قماش القنب، وتمثل مهرجان كيريليا

لورينس ألما تديما بالأنجليزية Lawrence Alma-Tadema
ولد في الثامن من يناير عام 1836 في هولندا في مدينة درونريجب وتوفي في فيسبادن في 25 يونيو 1912، ويعد أحد أهم الرسامين المعروفين بالقرن الثامن عشر ببريطانيا.
هو ابن الحقوقي بيتر تاديما من زوجته الثانية توفي والده عام 1840 فاكتسب اسم متبنيه ألما ليصبح اسمه لورينس ألما تديما
انتقل للعيش في مدينة أنتويرب عندما بلغ السادسة عشر من العمر و هناك تدرب في أكاديمية أنتويرب على الرسم، في عام 1862 تزوج من إنجليزية واستقر في بروسل إقليم بروكسل العاصمة مع زوجته حتى وفاتها في عام 1869.
في عام 1864 حازت إحدى لوحاته على ميدالية في معرض الصالون الباريسي Pariser Salon كذلك حصلت أعماله المعروضة في المعرض العالمي Weltausstellung في باريس على عدة جوائز
في عام 1870 انتقل مع ابنتيه لورنس و آناإلى لندن ليستقر هناك و ليفترغ للرسم التاريخي مستلهماً مواضيعه من التاريخ
تزوج من لاورا تيريزا إبس التي تنتمي لعائلة مشهورة بتاريخها الفني و التي كانت فنانة بدورها فعرفت بعد زواجها باسم لاورا تيريزا ألما تديما.
في عيد ميلاه الأربعين منح الجنسية البريطانية.
في عام 1876 انتسب إلى الأكاديمية الملكية للفنون بصفة مرشح „Associate“ ليصبح عضواً رسمياً فيها بعد ثلاث سنوات.
بمناسبة عيد ميلاد الملكة 81 فيكتوريا في عام 1899 تم ترسيم تديما فارساً
عام 1912 توفي تديما عن عمر يناهز الـ 76 عاماً في مدينة فيسبادن الألمانية

## روابط خارجية
- لورينس تديما على موقع الموسوعة البريطانية (الإنجليزية)
- لورينس تديما على موقع ميوزك برينز (الإنجليزية)
- لورينس تديما على موقع إن إن دي بي (الإنجليزية)
- لورينس تديما على موقع ديسكوغز (الإنجليزية)